# Daimler-Benz DB 603
Daimler-Benz DB 603 byl německý letecký motor používaný během druhé světové války. Jednalo se o kapalinou chlazený vidlicový dvanáctiválec, montoval se do letounů Me 410, Do 335, He 219, Ta 152C a Dornier Do 217 (verze M a N). Tyto motory poháněly také dopravní letadlo Blohm & Voss BV 238, kterého byl ovšem vyroben pouze jediný kus.
Zvlaštností je, že s tímto letadlovým motorem byl navržen i automobil Mercedes T80.

## Varianty

### Vyráběné verze
- DB 603A, nominální výška 5 700 m, palivo 87oktanový benzín B4

Maximální výkon: 1 290 kW (1 750 hp) při 2 700 ot./min. na úrovni mořské hladiny
Bojový výkon: 1 165 kW (1 580 hp) při 2 500 ot./min. na úrovni mořské hladiny
- DB 603AA, DB 603A s nominální výškou 7300 m, palivo B4

Maximální výkon: 1231 kW (1670 HP) při 2 700 ot./min. na úrovni mořské hladiny
Bojový výkon: 1165 kW (1580 HP) při 2 500 ot./min. na úrovni mořské hladiny
- DB 603E, nominální výška 7 000 m, palivo B4

Maximální výkon: 1 327 kW (1 800 hp) při 2 700 ot./min. na úrovni mořské hladiny
Bojový výkon: 1 161 kW (1 575 HP) při 2 500 ot./min. na úrovni mořské hladiny

### Prototypy a další verze
- DB 603G (výroba odřeknuta)

Maximální výkon: 1 395 kW (1 900 HP) při 2 700 ot./min. na úrovni mořské hladiny
Bojový výkon: 1 145 kW (1 560 HP) při 2 700 ot./min. na úrovni mořské hladiny
- DB 603L/LA (prototyp s dvoustupňovým kompresorem, palivo B4)

Maximální výkon: 1 470 kW (2 000 HP)
- DB 603N (prototyp s dvoustupňovým kompresorem, palivo C3)

Maximální výkon 2 060 kW (2 800 HP) při 3 000 ot./min. na úrovni mořské hladiny
Bojový výkon: 1 420 kW (1 930 HP) při 2 700 ot./min. na úrovni mořské hladiny
- DB 603S (DB 603A s pokusným turbokompresorem TK-11)

Maximální výkon: ????
- DB 613 série pokusného "pohonného systému" - stranami spojené motory DB 603, uspořádané jako DB 606 a DB 610 a zamýslené jako jejich náhrady. Od března 1940 do roku 1943 vznikly pouze prototypy.

Power (max): Not known.
- DB 614 Vývoj pro výkony 2 000 PS.
- DB 615 Spojené motory DB 614
- DB 617 Verze DB 603 dlouhého doletu
- DB 618 Spojemé motory DB 617
- DB 622 DB 603 s dvoustupňovým turbokompresorem a jednostupňovým turbodmychadlem
- DB 623 DB 603 s turbokompresory
- DB 624 DB 603 s dvoustupňovým turbokompresorem a jednostupňovým turbodmychadlem
- DB 626 DB 603 s turbokompresory a mezichladičem
- DB 627 DB 603 s  dvoustupňovým turbokompresorem a mezichladičem.
- DB 631 Nerealizovaná varianta DB 603G s třístupňovým turbokompresorem
- DB 632 Projektová verze DB 603N s protiběžnými vrtulemi.
- MB 509 Vyvinuto jako tankový motor pro Panzer VIII Maus[1]

## Specifikace (DB 603A)

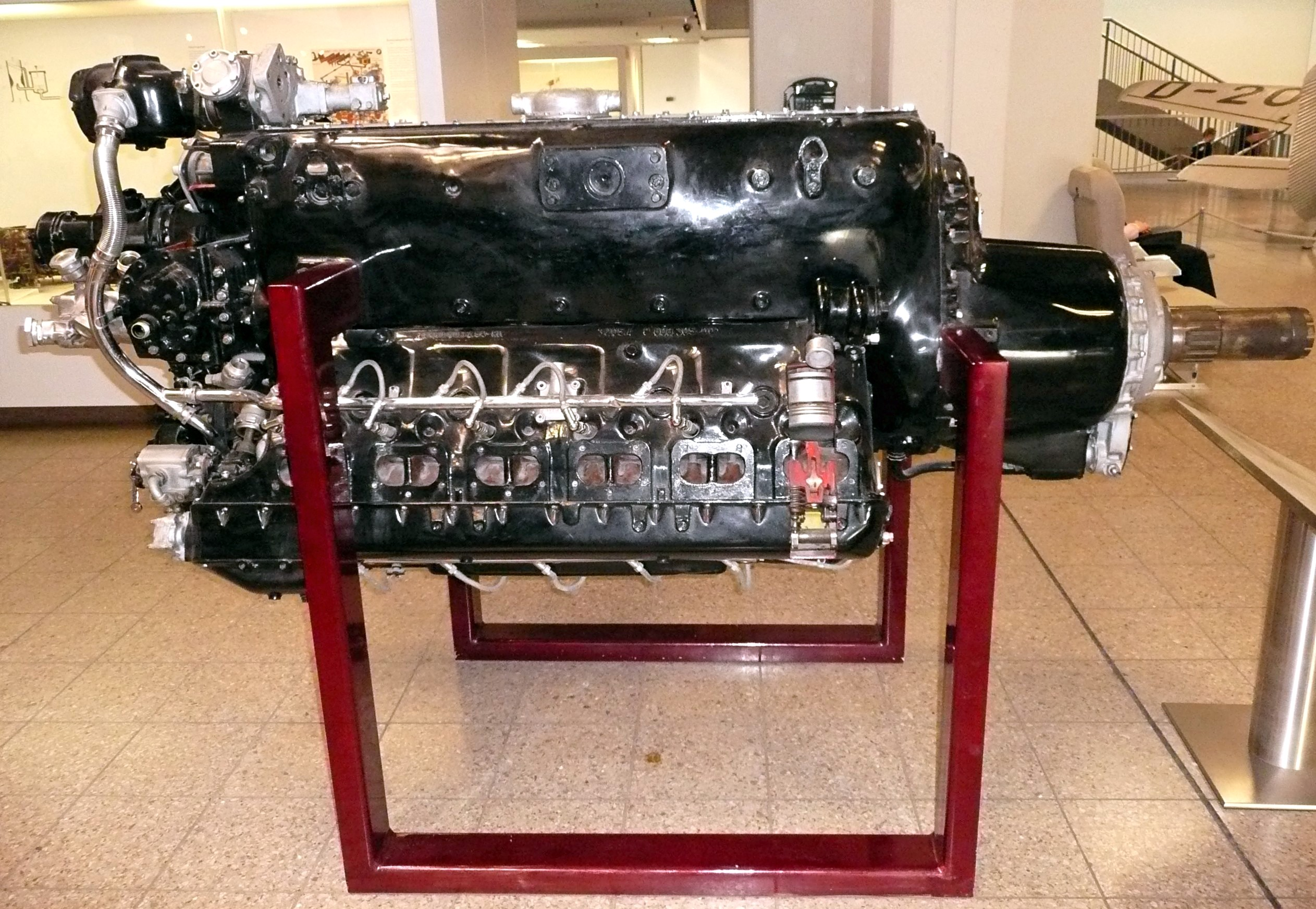
DB 603E vyrobený roku 1944, pohled zprava

### Technické údaje
- Typ: Kapalinou chlazený, přeplňovaný, pístový, invertní, letadlový dvanáctiválec do V
- Vrtání: 162 mm
- Zdvih: 180 mm
- Objem válců: 44,5 l
- Délka: 2 610,5 mm
- Suchá hmotnost: 920 kg

### Součásti
- Rozvod: čtyřventilový (dva sací a dva výfukové ventily na válec), OHC
- Kompresor: Odstředivý kompresor, poháněný přes ozubená kola
- Palivová soustava: Přímé vstřikování
- Chladicí soustava: Chlazení kapalinou s přetlakem

### Výkony
- Výkon:
  - 1 290 kW (1 750 hp) vzletový
  - 1 190 kW (1 510 hp) nepřetržitý
- Měrný výkon: 26,7 kW/l
- Kompresní poměr: 7,5:1 levá řada; 7,3:1 pravá řada
- Měrná spotřeba paliva: 0,288 kg/(kW·h)
- Poměr výkon/hmotnost: 1,29 kW/kg